# Russ Rymer
Russ Rymer é autor e jornalista free-lancer com artigos no New York Times, Los Angeles Times, The New Yorker e outros. Seu primeiro livro, “Genie, uma tragédia científica”, foi finalista do Prêmio do National Book Critics Circle (Círculo Nacional de Críticos de Livros) e premiado com o Whiting Writers' Award. Rymer é também autor de dois livros sobre American Beach – “American Beach: a Saga of Race, Wealth, and Memory” e “American Beach: How "Progress" Robbed a Black Town—and Nation—of History, Wealth, and Power”
De 2005 a 2006 Rymer trabalhou como editor-chefe da revista Mother Jones .